# Varlam Tcherkezichvili
Varlam Tcherkezichvili (en géorgien : ვარლამ ჩერქეზიშვილი), né le 15 septembre 1846 à Tbilissi (Géorgie) et mort le 18 août 1925 à Londres, est un journaliste géorgien, militant anarchiste et figure du mouvement de libération nationale de la Géorgie.
Il est également connu sous le nom de Warlaam Tcherkesoff, Varlaam Čerkezov ou Varlaam Tcherkessov d'après l'acception russe Варлаам Черкезов (Varlaam Tcherkezov).

## Biographie
Il naît dans la famille du prince géorgien Aslan Tcherkezichvili à Tbilissi, dans l'Empire russe.
Il entre à dix ans à l’École des Cadets de Moscou. Il abandonne à seize ans la carrière d’officier et suit les cours de l’Académie agraire de Pétrovsk, à quelques kilomètres de Moscou.
C'est à cette époque, qu'il fréquente un groupe d'étudiants révolutionnaires et socialistes dont Dimitri Karakosov. Le 16 avril 1866, quand ce dernier tente d'assassiner le tsar Alexandre II de Russie, Tcherkezichvili est arrêté, condamné et emprisonné à la forteresse Pierre-et-Paul pendant huit mois de 1866 à 1867.
En 1867, il est à Petrograd. En 1868, il fonde un restaurant coopératif qui attire les étudiants et permet de réorganiser un petit groupe de militants. Il croise pour la première fois Serge Netchaïev.
En décembre 1868, il rejoint Moscou et continue de fréquenter les milieux révolutionnaires où il retrouve Serge Netchaïev qu'il présente à Pierre Ouspenski,, Ivan Pryzhov (ru), Kouznelsev, Ripman, le noyau des activistes éprouvés de Moscou et de l’Académie agraire de Petrovsk où Tcherkesov a gardé beaucoup de relations et qui devient l’asile et le foyer de la nouvelle organisation.
Il est séduit par les idées de Michel Bakounine développées dans le journal Narodnoie delo (La cause du peuple), publié en septembre 1868,.

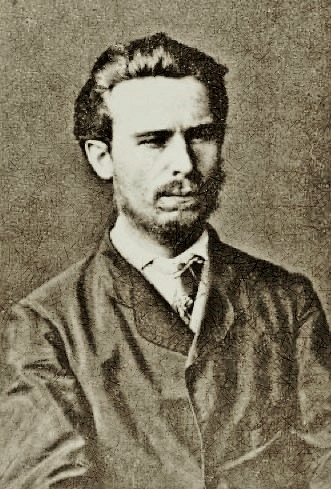
Serge Netchaïev.

### L'affaire Netchaïev
Selon l'historien Max Nettlau, « Netchaïev pouvait compter sur le dévouement de toute cette jeunesse, mais au lieu de s’acheminer peu à peu de la fiction à une réalité d’abord modeste, puis grandissante, son autoritarisme extrême, effréné, lui fit employer des moyens détestables, exigeant continuellement des devoirs imposés au nom d’une dictature invisible, sur l’existence de laquelle, en dehors de sa propre personne, des doutes commençaient à s’élever. Alors, pour affermir son autorité, il assassina simplement le seul homme, l’étudiant Ivanov, qui lui avait jeté un défi ; et cela avec préméditation et de façon à impliquer ses principaux camarades dans la préparation et les détails de l’assassinat. Puis il partit, et bientôt, à la suite de la découverte du cadavre, les autres furent arrêtés. »
Tcherkesov se démène pour trouver des caches pour ses camarades et avertit les compagnons de Petrograd.
Il est à son tour arrêté, le 22 décembre 1869, et comparait dans le procès (juillet-août 1871) contre 84 des 180 personnes impliquées dans cette affaire. Pendant le procès, il dénonce la personnalité de Netchaiev et, pour la première fois dans l’histoire de la Russie, il affirme que le pays est en ruine, que la paysannerie souffre de la pénurie, et que le gouvernement impérial est responsable de cet état de fait.
Il est condamné, le 18 août, à la déportation à vie dans le gouvernement de Tomsk (Sibérie occidentale) avec internement d’un an et demi dans la même localité et défense de sortir du Gouvernement pendant 5 ans. Il est effectivement déporté en Sibérie le 28 novembre 1873, après quatre ans de prison à la forteresse Pierre-et-Paul.

### Exil
En janvier 1876, il s’évade de Sibérie et gagne Londres, puis la Suisse, en octobre 1876. Avec d’autres révolutionnaires émigrés, il organise une bibliothèque, une caisse de secours mutuels et fonde le journal russe Obchtchina (Commune) qui paraît en janvier 1878 et où il tient une chronique qui traite notamment de la guerre des Balkans. Il collabore au Travailleur d’Élisée Reclus et participe à la fondation du journal Le Révolté de Pierre Kropotkine, le 22 février 1879.
En 1879-1880, il vit à Paris où il fréquente le « groupe du Panthéon », cercle surtout constitué par des écrivains (dont le journaliste Émile Gautier), ainsi que des étudiants, où se rencontrent blanquistes et guesdistes, mais aussi des anarchistes italiens qui deviendront des figures de premier plan, Errico Malatesta et Carlo Cafiero,.
De cette époque, Jean Grave le décrit comme « Doué d’une voix douce, presque chantante, il aidait beaucoup dans les discussions. De sa principauté, il ne lui restait que ses deux bras pour gagner sa vie, mais il n’avait aucun métier ».
Il est expulsé de France le 19 mars 1881, quelques jours après l'assassinat du tsar Alexandre II par le groupe des Pervomartovtsi, dont Sofia Perovskaïa. Il revient à Genève où, selon la police française, il a pour pseudonyme Brutus.

### Le patriote géorgien
De 1883 à 1892, il vit en Asie Mineure, en Bulgarie, en Roumanie, quelque temps même en Géorgie.
Il reste préoccupé par le sort de la Géorgie et, muni d’un passeport étranger, il visite clandestinement son pays en 1883, 1885, 1886 et 1896, parcourant tout le territoire sans jamais être arrêté par la police, qui pourtant possède sa photo.
Il gagne alors sa vie en écrivant pour The Times, une série d’articles, en 1887, sur les traités et les droits de la Géorgie.
À l’été 1892, il s’établit définitivement à Londres. Avec son épouse Frida, une Hollandaise qui est la belle-sœur de Christiaan Cornelissen, il participe activement au groupe Freedom Press.
Selon Max Nettlau, c'est à cette époque que, dans le milieu libertaire, il est qualifié d'« ambassadeur des patriotes géorgiens », cause qu'il expose sans relâche dans différentes publications,.
Après la révolution russe de 1905, il retourne à Tbilissi. Il y organise une université populaire d’esprit fédéraliste avec des conférences et des classes en russe, géorgien, arménien et tatar.
Selon Max Nettlau, l’administration de l'université populaire de Tbilissi est entièrement entre les mains des ouvriers et chaque nationalité organise sa section autonome, chaque mois les sections se réunissent pour discuter les questions générales. L’idée de Tcherkesov est de rétablir, en pratique, la solidarité parmi les nationalités qui, quelques mois auparavant, grâce aux instigations du gouvernement russe, était rudement ébranlée par les massacres arméniens-tartares.
En 1907, il présente une « Pétition du Peuple géorgien » à la Conférence internationale de la Paix de La Haye, ce qui lui vaut un nouvel exil. Il vit à Londres et à Paris.
En 1907, avec Pierre Kropotkine, Rudolf Rocker et Alexandre Schapiro, il participe à la fondation de l'Anarchist Red Cross, organisation de soutien aux prisonniers et ancêtre de l'Anarchist Black Cross.
En 1914, lors de la Première Guerre mondiale, il rallie les positions de Kropotkine de « défense de la civilisation contre le militarisme allemand » et signe le Manifeste des Seize.
Il se rend à Petrograd en 1917, et, après l'indépendance de la Géorgie en mai 1918, il obtient un siège à l'assemblée constituante du nouveau pays.
Après l'annexion soviétique, voyant qu’aucune opinion opposée à la dictature bolchevique n'est possible en Géorgie et que tout autre travail d’organisation sociale lui est interdit, il reprend le chemin de l'exil en mars 1921.
Il est actif jusqu’à la fin de sa vie et prend la parole en public, pour la dernière fois, à Londres le 30 mai 1921, au cours d’un meeting, en faveur des révolutionnaires emprisonnés en Russie. Quelques semaines avant sa mort, il traduit une brochure publiée par des Géorgiens en protestation contre le régime bolchevique.

### Pensée politique
Varlam Tcherkezichvili publie plusieurs ouvrages, notamment Pages d’histoire socialiste : doctrines et actes de la social-démocratie (1896) et Précurseurs de l’Internationale (1899), dans lesquels il se propose de démontrer que la théorie socialiste n’est pas l’œuvre de Marx et d’Engels seuls, mais une création collective « par des hommes qui puisaient aux sources vivantes de la pensée libre de tous les siècles et qui furent fiers d’admettre cette solidarité avec la pensée commune de l’humanité et ne rêvaient pas à se créer un monopole d’idées ». Il s'oppose à certains points du marxisme, notamment à la vision qu'a Marx de la concentration du capital en essayant de montrer qu'il n'est pas seulement le fait d'une élite réduite mais aussi de la petite bourgeoisie. Pour lui, le capitalisme ne profite pas seulement aux grands capitalistes, les petits bourgeois en profitent et en sont complices.
En affirmant, comme il le fait dans La Paternité du Manifeste Communiste, que le Manifeste du parti communiste de Karl Marx et Friedrich Engels est un plagiat du livre de Victor Considérant Principes du socialisme, Manifeste de la démocratie au 19eme siècle, il s'attire les foudres de l'ancien secrétaire de Engels, Karl Kautsky, qui publie en 1906 un article dans Les temps nouveaux, un journal de la social-démocratie allemande, où celui-ci étudie la véracité du plagiat. Il conclut que les idées, notamment sur la tendances à la paupérisation dans le capitalisme, ou l'analyse historique se basant sur différents stades historiques (esclavagisme, féodalité et capitalisme), sont en fait largement répandus dans le socialisme français, en retrouvant, par exemple, les mêmes chez Louis Blanc. Elles ne sont donc pas originales, certes, mais les solutions politiques considérées, chez Marx et Engels l'intensification de la lutte des classes, chez Considérant la création d'une nouvelle société où on pourrait « faire travailler les machines pour les capitalistes et pour le peuple et non plus pour les capitalistes et contre le peuple », sont radicalement opposées. Et l'analyse marxienne apporte alors une conception bien nouvelle.
Les positions de Tcherkesoff entraînent un autre géorgien, le jeune Joseph Staline, a polémiquer avec lui et à écrire sa première brochure, Anarchisme ou socialisme ?, en 1907. Dans celle-ci, Staline reprend la critique de Kautsky sur le caractère infondé de l'accusation de plagiat.
Emma Goldman le considère comme un grand théoricien de l'anarchisme.

## Œuvres
- Pages d'histoire socialiste, Doctrines et actes de la social- démocratie, Paris, Les Temps Nouveaux, 1896, [lire en ligne][15].
- Les Précurseurs de l'Internationale, Bibliothèque des Temps nouveaux, no 16, Bruxelles, 1899, 144 p., (BNF 31439054)[16].
- La Concentration du Capital : une erreur marxienne, 1911.